# Dmitri Donskoj
Dmitri Ivanovitsj Donskoj, ofwel: Dmitri van de Don (Russisch: Дми́трий Ива́нович Донско́й), (Moskou, 12 oktober 1350 — aldaar, 19 mei 1389), was de zoon van Ivan II van Moskou en diens tweede echtgenote Alexandra Ivanovna Veljaminova. Hij was van 1359 tot aan zijn dood vorst van Moskou. Zijn bijnaam ‘Donskoj’ ontleent hij aan zijn zege in de Slag op het Koelikovo-veld, bij de Don.

## Leven
Dmitri besteeg de troon van Moskou reeds op 9-jarige leeftijd. In 1363 werd hij, na een veroveringsactie, tevens grootvorst van Vladimir-Soezdal.
Het belangrijkste feit tijdens de vroege regeringsperiode van Dmitri was de start van de bouw van het Kremlin van Moskou, dat in 1367 voltooid zou worden. Zijn regeerperiode werd vervolgens vooral gekenmerkt door een enorm aantal veldslagen en oorlogen, waarbij het Kremlin al direct een aantal malen als verdedigingsbastion zijn dienst bewees.
Dmitri was de eerste heerser van Moskou die openlijk de aanval durfde te kiezen tegen de Mongoolse Gouden Horde. Hoewel inmiddels behoorlijk verzwakt, hadden die tot op dat moment nog steeds grote delen van het huidige Rusland in hun macht. Zijn grootste wapenfeit was de overwinning op de door Mamai aangevoerde Gouden Horde in de Slag op het Koelikovo-veld, bij de Don, in 1380. Hoewel Dmitri de Mongolen tijdens zijn bewind nooit volledig uit Rusland heeft weten te verdrijven, betekende deze zege nadrukkelijk een ommekeer in de Russische geschiedenis en luidde ze een langdurige machtsperiode van Moskovië in. Tijdens zijn bewind wist Dmitri zijn territorium meer dan te verdubbelen. Belangrijker evenwel was dat hij het toen nog uit een veelheid van kleinere rijkjes bestaande Rusland tot een eenheid wist te brengen.
Dmitri was getrouwd met Eudoxia van Moskou, dochter van de eerder door hem verdreven vorst van Vladimir-Soezdal. Ze hadden twaalf kinderen, van wie zijn opvolger Vasili I van Moskou de bekendste was. Dmitri was de eerste die na zijn dood zijn grootvorsttitel bij testament overdroeg aan zijn zoon zonder daartoe een khan te hebben geraadpleegd.
Hij is heilig verklaard en zijn feestdag is op 19 mei.

## Opera
De componist Arthur Rubinstein baseerde zijn opera Dmitri Doskoi op het leven van Dmitri en zijn zege bij Koelikova.

## Externe links

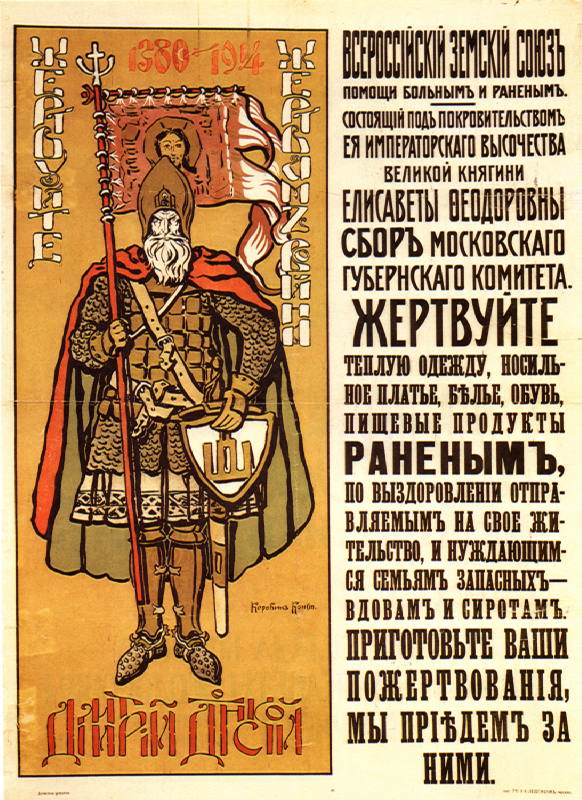
Dmitri Doskoi, WO I-poster, Konstantin Korovin

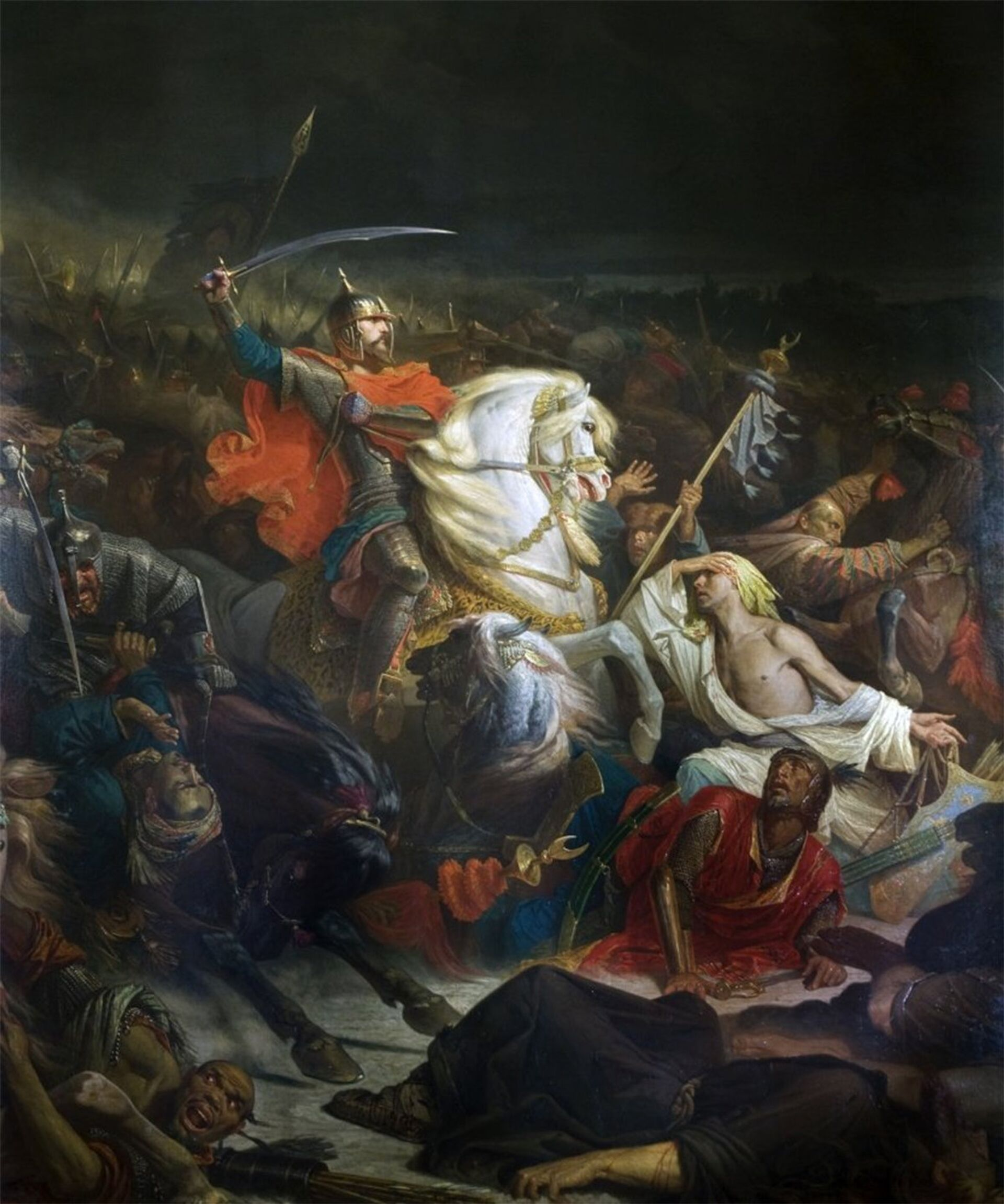
Dmitri Donskoj in de Slag Bij Koelikova, door Adolphe Yvon